# Lac de Consaterre petit
Le lac de Consaterre petit est un lac pyrénéen français situé administrativement dans la commune de Saint-Lary-Soulan dans le département des Hautes-Pyrénées en région Occitanie.
C’est un lac naturel qui a une superficie de 1,3 ha pour une altitude de 2 346 m.

## Géographie
Le lac est situé en vallée d'Aure dans la vallée du Rioumajou, dans le sud-est du département français des Hautes-Pyrénées.

### Topographie
|                            |                         | Pic de Berdalade (2 703 m) |
|                            | lac de Consaterre petit | Crête de Consaterre        |
| Pic de la Haille (2 730 m) |                         | Pic de Thou (2 743 m)      |

### Hydrologie
Le lac a pour émissaire le ruisseau de Bisourte affluent droit de la Neste de Rioumajou.

## Protection environnementale
Le lac fait partie d'une zone naturelle protégée, classée ZNIEFF de type 1 : Haute vallée d'Aure en rive droite, de Barroude au col d'Azet

## Voies d'accès
Pour atteindre le lac versant est, au départ du Pont Tisné, il faut passer par un chemin en longeant le ruisseau de Hitte Longue par la cabane de Consaterre.